# Anaphantis aurantiaca
Anaphantis aurantiaca är en fjärilsart som beskrevs av Lucas 1889. Anaphantis aurantiaca ingår i släktet Anaphantis och familjen spinnmalar. Inga underarter finns listade i Catalogue of Life.